# إيلي أفلالو
إيلي أفلالو (بالعبرية: אלי אפללו) (من مواليد 8 سبتمبر 1952) هو سياسي إسرائيلي عمل كعضو في الكنيست لحزب كاديما وليكود من عام 2003 حتى عام 2012. وبين يوليو 2008 ومارس 2009 كان وزير استيعاب المهاجرين.

## السيرة الشخصية
ولد أفلالو بالدار البيضاء في المغرب في عام 1952 وهاجر لإسرائيل في عام 1962. لقد أكمل خدمته في الجيش برتبة رقيب أول.
تم انتخابه لأول مرة في الكنيست على قائمة الليكود عام 2003، وفي 30 مارس 2005 تم تعيينه نائبًا لوزير الصناعة والتجارة والعمل.
عندما اقتربت نهاية ولايته الأولى، انشق عن حزب كاديما الجديد، وأعيد انتخابه على قائمته. في 14 يوليو 2008 تم تعيينه وزيرًا لاستيعاب المهاجرين. احتفظ بمقعده مرة أخرى في انتخابات 2009 بعد أن احتل المرتبة 14 على قائمة حزب كاديما. غادر الكنيست ليصبح رئيسًا مشاركًا للصندوق القومي اليهودي وحل محله آفي دوان.
لديه ثلاثة أطفال ويقيم حاليا في العفولة.

## روابط خارجية
- إيلي أفلالو على الموقع الإلكتروني للكنيست
- وزارة الخارجية الإسرائيلية